# Janusz Adamiec
Janusz Adamiec (ur. 29 kwietnia 1962 w Katowicach) – polski hokeista grający na pozycji napastnika, trzykrotny olimpijczyk.
Wychowanek trenera Alfreda Gansińca. Grał na pozycji środkowego napastnika. Całą karierę zawodniczą 1972–1997 spędził w Naprzodzie Janów. Z klubem tym dwukrotnie zdobywał wicemistrzostwo Polski oraz trzy razy brązowy medal Mistrzostw Polski. W sumie w lidze rozegrał 591 meczów zdobywając 297 goli. W klubie najlepszą parę napastników stworzył wraz z Piotrem Kwasigrochem.
W latach 1982–1992 98 razy zagrał w drużynie narodowej strzelając 27 bramek. Wystąpił w trzech turniejach olimpijskich: Sarajewo 1984, Calgary 1988 i Albertville 1992 oraz pięciu turniejach o mistrzostwo świata.
Po wygraniu przez Polskę turnieju mistrzostw świata Grupy B w 1985 i uzyskanym awansie do Grupy A został odznaczony Brązowym Medalem za Wybitne Osiągnięcia Sportowe.

## Sukcesy
Reprezentacyjne
- Awans do Grupy A mistrzostw świata: 1985, 1987, 1991